# Zierliana
Zierliana is een geslacht van weekdieren uit de klasse van de Gastropoda (slakken).

## Soorten
- Zierliana anthracina (Reeve, 1844)
- Zierliana oleacea (Reeve, 1844)
- Zierliana woldemarii (Kiener, 1838)
- Zierliana ziervogelii (Gmelin, 1791)